# Yesterday (singel Grave Digger)
Yesterday to szósty singiel heavymetalowej grupy Grave Digger, zawierający ponownie nagrany utwór z albumu Heavy Metal Breakdown, nowy utwór, który nie znalazł się na żadnym albumie studyjnym oraz cover. Wydany również w edycji z bonusowym DVD Live at the Rock Machina festival 2001.

## Lista utworów
1. Yesterday - 5:19
2. The Reaper's Dance - 4:35
3. No Quarter (cover Led Zeppelin) - 6:57
4. Yesterday (Orchestra Version) - 4:07

### Bonusowe DVD
1. Intro
2. Scotland United
3. The Dark of the Sun
4. The Reaper
5. The Round Table
6. Excalibur
7. Circle of Witches
8. Symphony of Death
9. Lionheart
10. Morgane LeFay
11. Knights of the Cross
12. Rebellion
13. Heavy Metal Breakdown